# Paratimea loricata
Paratimea loricata är en svampdjursart som först beskrevs av Sarà 1958.  Paratimea loricata ingår i släktet Paratimea och familjen Hemiasterellidae. Inga underarter finns listade i Catalogue of Life.